# Vollei
Vollei (sprich: Voll-Ei) ist die aus dem Inhalt aufgeschlagener Hühnereier gewonnene Ei-Masse. Es wird hauptsächlich in industriell hergestellten Teigwaren als Zutat verwendet. Die Bezeichnung Vollei bringt zum Ausdruck, dass für ein Lebensmittel der komplette Eiinhalt (und nicht nur Eiweiß oder Eigelb) verwendet wurde.
Handelsüblich ist pasteurisiertes Vollei mit einem Trockenmassegehalt von mindestens 23 Prozent. Für ein Kilogramm Vollei werden ca. 18 frische Eier (Größe M) aufgeschlagen. Vollei wird auch in getrockneter Form verwendet. Für flüssiges Vollei sind Gebinde ab einem Liter bis zu mehreren 100 Litern verfügbar.